# Liste des députés de la préfecture d'Aichi
Cette page liste les membres de la Chambre des représentants du Japon élus dans les circonscriptions de la préfecture d'Aichi.

## 40elégislature(1993-1996)
Au cours de la 40e législature, les députés de la préfecture d'Aichi furent les suivants:
| Circonscription | Député | Député                | Parti politique |
| --------------- | ------ | --------------------- | --------------- |
| 1re             |        | Takashi Kawamura      | NPJ             |
| 1re             |        | Hiroyuki Aoki (ja)    | Shinseitō       |
| 1re             |        | Yoneo Hirata (ja)     | Kōmeitō         |
| 1re             |        | Taisuke Satō (ja)     | PSJ             |
| 2e              |        | Takashi Aoyama (ja)   | PDS             |
| 2e              |        | Shōzō Kusakawa (ja)   | Kōmeitō         |
| 2e              |        | Yū Amioka (ja)        | PSJ             |
| 2e              |        | Tōichirō Kuno (ja)    | PLD             |
| 3e              |        | Toshiki Kaifu         | PLD             |
| 3e              |        | Tetsuma Esaki (ja)    | Shinseitō       |
| 3e              |        | Kanju Satō (ja)       | PSJ             |
| 4e              |        | Ēsē Itō (ja)          | PDS             |
| 4e              |        | Yasuoki Urano (ja)    | PLD             |
| 4e              |        | Jitsuo Inagaki (ja)   | PLD             |
| 4e              |        | Minoru Kawashima (ja) | PSJ             |
| 5e              |        | Kējirō Murata (ja)    | PLD             |
| 5e              |        | Masaru Hayakawa (ja)  | PSJ             |
| 5e              |        | Yutaka Kondō (ja)     | Indépendant     |
| 6e              |        | Hirotaka Akamatsu     | PSJ             |
| 6e              |        | Kōshirō Ishida (ja)   | Kōmeitō         |
| 6e              |        | Tadao Ōtani (ja)      | Shinseitō       |
| 6e              |        | Takeshi Kataoka (ja)  | PLD             |

## 41elégislature(1996-2000)
À la suite de la réforme électorale de 1994, le système des circonscriptions plurinominales a été remplacé par un mode de scrutin mixte. Jusqu’aux élections générales de 1993, la préfecture d’Aichi comptait 6 circonscriptions, chacune élisant entre 3 et 5 députés. À partir des élections de 1996, Aichi est divisée en 15 circonscriptions uninominales, chacune élisant un seul député, en complément d’un scrutin proportionnel régional. Ce changement a profondément modifié la représentation territoriale et la manière dont les députés étaient élus.

Au cours de la 41e législature, les députés de la préfecture d'Aichi furent les suivants :
| Circonscription | Député | Député                | Parti politique |
| --------------- | ------ | --------------------- | --------------- |
| 1re             |        | Takashi Kawamura      | Shinshintō      |
| 2e              |        | Hiroyuki Aoki (ja)    | Shinshintō      |
| 3e              |        | Yukihiro Yoshida (ja) | Shinshintō      |
| 4e              |        | Jun Misawa (ja)       | Shinshintō      |
| 5e              |        | Hirotaka Akamatsu     | PDJ             |
| 6e              |        | Shōzō Kusakawa (ja)   | Shinshintō      |
| 7e              |        | Takashi Aoyama (ja)   | Shinshintō      |
| 8e              |        | Tōichirō Kuno (ja)    | PLD             |
| 9e              |        | Toshiki Kaifu         | Shinshintō      |
| 10e             |        | Tetsuma Esaki (ja)    | Shinshintō      |
| 11e             |        | Eisei Itō (ja)        | Shinshintō      |
| 12e             |        | Seiken Sugiura        | PLD             |
| 13e             |        | Satoshi Shima (ja)    | Shinshintō      |
| 14e             |        | Katsuhito Asano (ja)  | PLD             |
| 15e             |        | Keijirō Murata (ja)   | PLD             |

## 42elégislature(2000-2003)
Au cours de la 42e législature, les députés de la préfecture d'Aichi furent les suivants :
| Circonscription | Député | Député                 | Parti politique |
| --------------- | ------ | ---------------------- | --------------- |
| 1re             |        | Takashi Kawamura       | PDJ             |
| 2e              |        | Motohisa Furukawa (ja) | PDJ             |
| 3e              |        | Shōichi Kondō (ja)     | PDJ             |
| 4e              |        | Yoshio Maki (ja)       | PDJ             |
| 5e              |        | Hirotaka Akamatsu      | PDJ             |
| 6e              |        | Yūkichi Maeda (ja)     | PDJ             |
| 7e              |        | Kenji Kobayashi (ja)   | PDJ             |
| 8e              |        | Hiroshi Ōki            | PLD             |
| 9e              |        | Toshiki Kaifu          | PC              |
| 10e             |        | Kanju Satō (ja)        | PDJ             |
| 11e             |        | Eisei Itō (ja)         | PDJ             |
| 12e             |        | Seiken Sugiura         | PLD             |
| 13e             |        | Hideaki Ōmura          | PLD             |
| 14e             |        | Katsuhito Asano (ja)   | PLD             |
| 15e             |        | Akihiko Yamamoto (ja)  | PLD             |

## 43elégislature(2003-2005)
Au cours de la 43e législature, les députés de la préfecture d'Aichi furent les suivants :
| Circonscription | Député | Député                    | Parti politique |
| --------------- | ------ | ------------------------- | --------------- |
| 1re             |        | Takashi Kawamura          | PDJ             |
| 2e              |        | Motohisa Furukawa (ja)    | PDJ             |
| 3e              |        | Shōichi Kondō (ja)        | PDJ             |
| 4e              |        | Yoshio Maki (ja)          | PDJ             |
| 5e              |        | Hirotaka Akamatsu         | PDJ             |
| 6e              |        | Yūkichi Maeda (ja)        | PDJ             |
| 7e              |        | Kenji Kobayashi (ja)      | PDJ             |
| 8e              |        | Yutaka Banno (ja)         | PDJ             |
| 9e              |        | Toshiki Kaifu             | NPC             |
| 10e             |        | Tetsuma Esaki (ja)        | NPC             |
| 11e             |        | Shin'ichirō Furumoto (ja) | PDJ             |
| 12e             |        | Seiken Sugiura            | PLD             |
| 13e             |        | Hideaki Ōmura             | PLD             |
| 14e             |        | Katsumasa Suzuki (ja)     | PDJ             |
| 15e             |        | Akihiko Yamamoto (ja)     | PLD             |

## 44elégislature(2005-2009)
Au cours de la 44e législature, les députés de la préfecture d'Aichi furent les suivants :
| Circonscription | Député | Député                    | Parti politique |
| --------------- | ------ | ------------------------- | --------------- |
| 1re             |        | Takashi Kawamura          | PDJ             |
| 2e              |        | Motohisa Furukawa (ja)    | PDJ             |
| 3e              |        | Shōichi Kondō (ja)        | PDJ             |
| 4e              |        | Yoshio Maki (ja)          | PDJ             |
| 5e              |        | Takahide Kimura (ja)      | PLD             |
| 6e              |        | Hideki Niwa (ja)          | PLD             |
| 7e              |        | Junji Suzuki              | PLD             |
| 8e              |        | Tadahiko Itō (ja)         | PLD             |
| 9e              |        | Toshiki Kaifu             | PLD             |
| 10e             |        | Tetsuma Esaki (ja)        | PLD             |
| 11e             |        | Shin'ichirō Furumoto (ja) | PDJ             |
| 12e             |        | Seiken Sugiura            | PLD             |
| 13e             |        | Hideaki Ōmura             | PLD             |
| 14e             |        | Katsumasa Suzuki (ja)     | PDJ             |
| 15e             |        | Akihiko Yamamoto (ja)     | PLD             |

## 45elégislature(2009-2012)
Au cours de la 45e législature, les députés de la préfecture d'Aichi furent les suivants :
| Circonscription | Député | Député                    | Parti politique | Mandat    |
| --------------- | ------ | ------------------------- | --------------- | --------- |
| 1re             |        | Yūko Satō (ja)            | PDJ             |           |
| 2e              |        | Motohisa Furukawa (ja)    | PDJ             |           |
| 3e              |        | Shōichi Kondō (ja)        | PDJ             |           |
| 4e              |        | Yoshio Maki (ja)          | PDJ             |           |
| 5e              |        | Hirotaka Akamatsu         | PDJ             |           |
| 6e              |        | Yoshihiro Ishida (ja)     | PDJ             | 2009-2011 |
| 6e              |        | Hideki Niwa (ja)          | PLD             | 2011-2012 |
| 7e              |        | Shiori Yamao (ja)         | PDJ             |           |
| 8e              |        | Yutaka Banno (ja)         | PDJ             |           |
| 9e              |        | Mitsunori Okamoto (ja)    | PDJ             |           |
| 10e             |        | Kazumi Sugimoto (ja)      | PDJ             |           |
| 11e             |        | Shin'ichirō Furumoto (ja) | PDJ             |           |
| 12e             |        | Yasuhiro Nakane (ja)      | PDJ             |           |
| 13e             |        | Kensuke Ōnishi (ja)       | PDJ             |           |
| 14e             |        | Katsumasa Suzuki (ja)     | PDJ             |           |
| 15e             |        | Kazuyoshi Morimoto (ja)   | PDJ             |           |

## 46elégislature(2012-2014)
Au cours de la 46e législature, les députés de la préfecture d'Aichi furent les suivants :
| Circonscription | Député | Député                    | Parti politique |
| --------------- | ------ | ------------------------- | --------------- |
| 1re             |        | Hiromichi Kumada (ja)     | PLD             |
| 2e              |        | Motohisa Furukawa (ja)    | PDJ             |
| 3e              |        | Yoshitaka Ikeda (ja)      | PLD             |
| 4e              |        | Shōzō Kudō (ja)           | PLD             |
| 5e              |        | Kenji Kanda (ja)          | PLD             |
| 6e              |        | Hideki Niwa (ja)          | PLD             |
| 7e              |        | Junji Suzuki              | PLD             |
| 8e              |        | Tadahiko Itō (ja)         | PLD             |
| 9e              |        | Yasumasa Nagasaka (ja)    | PLD             |
| 10e             |        | Tetsuma Esaki (ja)        | PLD             |
| 11e             |        | Shin'ichirō Furumoto (ja) | PDJ             |
| 12e             |        | Shūhei Aoyama (ja)        | PLD             |
| 13e             |        | Sei Ōmi (ja)              | PLD             |
| 14e             |        | Sōichirō Imaeda (ja)      | PLD             |
| 15e             |        | Yukinori Nemoto (ja)      | PLD             |

## 47elégislature(2014-2017)
Au cours de la 47e législature, les députés de la préfecture d'Aichi furent les suivants :
| Circonscription | Député | Député                    | Parti politique |
| --------------- | ------ | ------------------------- | --------------- |
| 1re             |        | Hiromichi Kumada (ja)     | PLD             |
| 2e              |        | Motohisa Furukawa (ja)    | PDJ             |
| 3e              |        | Shōichi Kondō (ja)        | PDJ             |
| 4e              |        | Shōzō Kudō (ja)           | PLD             |
| 5e              |        | Hirotaka Akamatsu         | PDJ             |
| 6e              |        | Hideki Niwa (ja)          | PLD             |
| 7e              |        | Shiori Yamao (ja)         | PDJ             |
| 8e              |        | Tadahiko Itō (ja)         | PLD             |
| 9e              |        | Yasumasa Nagasaka (ja)    | PLD             |
| 10e             |        | Tetsuma Esaki (ja)        | PLD             |
| 11e             |        | Shin'ichirō Furumoto (ja) | PDJ             |
| 12e             |        | Kazuhiko Shigetoku (ja)   | Ishin           |
| 13e             |        | Kensuke Ōnishi (ja)       | PDJ             |
| 14e             |        | Sōichirō Imaeda (ja)      | PLD             |
| 15e             |        | Yukinori Nemoto (ja)      | PLD             |

## 48elégislature(2017-2021)
Au cours de la 48e législature, les députés de la préfecture d'Aichi furent les suivants :
| Circonscription | Député | Député                    | Parti politique |
| --------------- | ------ | ------------------------- | --------------- |
| 1re             |        | Hiromichi Kumada (ja)     | PLD             |
| 2e              |        | Motohisa Furukawa (ja)    | PE              |
| 3e              |        | Shōichi Kondō (ja)        | PDC             |
| 4e              |        | Shōzō Kudō (ja)           | PLD             |
| 5e              |        | Hirotaka Akamatsu         | PDC             |
| 6e              |        | Hideki Niwa (ja)          | PLD             |
| 7e              |        | Shiori Yamao (ja)         | SE              |
| 8e              |        | Tadahiko Itō (ja)         | PLD             |
| 9e              |        | Yasumasa Nagasaka (ja)    | PLD             |
| 10e             |        | Tetsuma Esaki (ja)        | PLD             |
| 11e             |        | Shin'ichirō Furumoto (ja) | PE              |
| 12e             |        | Kazuhiko Shigetoku (ja)   | SE              |
| 13e             |        | Kensuke Ōnishi (ja)       | PE              |
| 14e             |        | Sōichirō Imaeda (ja)      | PLD             |
| 15e             |        | Yukinori Nemoto (ja)      | PLD             |

## 49elégislature(2021-2024)
Au cours de la 49e législature, les députés de la préfecture d'Aichi furent les suivants :
| Circonscription | Député | Député                  | Parti politique |
| --------------- | ------ | ----------------------- | --------------- |
| 1re             |        | Hiromichi Kumada (ja)   | PLD             |
| 2e              |        | Motohisa Furukawa (ja)  | PDP             |
| 3e              |        | Shōichi Kondō (ja)      | PDC             |
| 4e              |        | Shōzō Kudō (ja)         | PLD             |
| 5e              |        | Kenji Kanda (ja)        | PLD             |
| 6e              |        | Hideki Niwa (ja)        | PLD             |
| 7e              |        | Junji Suzuki            | PLD             |
| 8e              |        | Tadahiko Itō (ja)       | PLD             |
| 9e              |        | Yasumasa Nagasaka (ja)  | PLD             |
| 10e             |        | Tetsuma Esaki (ja)      | PLD             |
| 11e             |        | Tetsuya Yagi (ja)       | PLD             |
| 12e             |        | Kazuhiko Shigetoku (ja) | PDC             |
| 13e             |        | Kensuke Ōnishi (ja)     | PDC             |
| 14e             |        | Sōichirō Imaeda (ja)    | PLD             |
| 15e             |        | Yukinori Nemoto (ja)    | PLD             |

## 50elégislature(depuis 2024)
Au cours de la 50e législature, les députés de la préfecture d'Aichi sont les suivants :
| Circonscription | Député | Député                  | Parti politique |
| --------------- | ------ | ----------------------- | --------------- |
| 1re             |        | Takashi Kawamura        | PCJ             |
| 2e              |        | Motohisa Furukawa (ja)  | PDP             |
| 3e              |        | Shōichi Kondō (ja)      | PDC             |
| 4e              |        | Yoshio Maki (ja)        | PDC             |
| 5e              |        | Atsushi Nishikawa (ja)  | PDC             |
| 6e              |        | Hideki Niwa (ja)        | PLD             |
| 7e              |        | Saria Hino (ja)         | PDP             |
| 8e              |        | Yutaka Banno (ja)       | PDC             |
| 9e              |        | Mitsunori Okamoto (ja)  | PDC             |
| 10e             |        | Norimasa Fujiwara (ja)  | PDC             |
| 11e             |        | Midori Tanno (ja)       | PDP             |
| 12e             |        | Kazuhiko Shigetoku (ja) | PDC             |
| 13e             |        | Kensuke Ōnishi (ja)     | PDC             |
| 14e             |        | Sōichirō Imaeda (ja)    | PLD             |
| 15e             |        | Yukinori Nemoto (ja)    | PLD             |
| 16e             |        | Tōru Fukuta (ja)        | PDP             |